# Willie Welsh
Pour les articles homonymes, voir Welsh.

a Compétitions nationales et continentales officielles uniquement.

b Matchs officiels uniquement.
William Berridge Welsh, né le 11 février 1907 à Hawick (Écosse) et mort le 27 février 1987 dans la même ville, est un joueur de rugby à XV qui a évolué au poste de troisième ligne aile pour l'équipe d'Écosse de 1927 à 1933. 

## Biographie
Willie Welsh connaît sa première cape internationale à l'âge de 20 ans le 17 décembre 1927, à l'occasion d’un match contre l'équipe d'Australie. Willie Welsh connaît sa dernière cape internationale à l'âge de 26 ans le 1er avril 1933, à l'occasion d'un match contre l'équipe d'Irlande. Il évolue pour le club d'Hawick RFC.

## Palmarès
- Victoire dans le Tournoi britannique de rugby à XV 1933.

## Statistiques

### En équipe nationale
- 21 sélections avec l'équipe d'Écosse
- 3 points (1 essai)
- Sélections par année : 1 en 1927, 3 en 1928, 2 en 1929, 4 en 1930, 4 en 1931, 4 en 1932, 3 en 1933.
- Tournoi des Cinq Nations disputés : 1928, 1929, 1930, 1931
- Tournois britanniques de rugby à XV disputés : 1932, 1933.

### Avec les Lions britanniques
- Tournée de 1930 en Nouvelle-Zélande
- 1 sélection avec les Lions